# Elekes Enikő
Elekes Enikő (Budapest, 2004. november 27. –) junior és kadét világ- és többszörös Európa-bajnok birkózó; felnőtt szumó-világbajnok, U23, U21, junior és kadett Európa-bajnok.

## Díjai, elismerései
- Heraklész Gála 4. helyezett (2021)
- Heraklész Gála 3. helyezett (2023)[1]
- Magyarország első junior női birkózó világbajnoka (2023)[2]
- Magyarország első felnőtt női szumó-világbajnoka (2023)[3]
- Év egyetemi sportolója 2023[4]
- Sport Forum Awards -  A jövő legértékesebb sportolója - Bronz minősítés (2023)[5]
- Év Sportolója Gála 2023 (jelölt, Top 10)[6]
- Nemzeti Versenysport Szövetség Év Sportolója (2023, 2024)[7][8]
- Kalocsa díszpolgára (2024)[9]